# Pierre Le Loyer
Pierre Le Loyer, señor de la Brosse, (Huillé, Anjou, 24 de noviembre de 1550-Angers, 27 de enero de 1634), escritor y demonógrafo francés.

## Biografía
Tras acabar sus primeros estudios, fue a París a estudiar derecho. Allí estuvo cinco años y luego marchó a Toulouse para graduarse. Gustaba de la poesía y dirigió en 1572 a la Academia de los Juegos Florales un idilio que le valió un premio. De vuelta a su provincia, obtuvo el cargo de consejero en el presidio de Angers, pero dejó sus deberes para aplicarse al estudio de las lenguas orientales; aprendió hebreo, caldeo y árabe y se apasionó tanto por la etimología que ya no veía en las lenguas modernas más que derivados del hebreo. Murió a los 84 años en Angers. Tuvo dos hijos. 
Le Loyer era una prodigio de erudición, pero no tenía ni gusto ni juicio para jerarquizar y estructurar esos conocimientos; si bien se picaba por conocer las menores costumbres de los pueblos antiguos, no conocía las de la provincia en que él mismo se movía.

## Obras
1. Erotopegnie ou Passe-temps d'amour ; contiene una comedia al Muet insensé, Paris, 1576, in-8°; es obra rara y muy buscada. La comedida del Muet está escrita en verso octosílabo y contiene detalles agradables, aunque muy licenciosos.
2. Œuvres et mélanges poétiques, ibid., 1579, en dozavo. Es una reimpresión de la colección precedente con adiciones: Amours de Flore, unos Idylles, les Bocages de l'art d'aimer, imitados de Ovidio; unos sonetos y epigramas; le Muet insensé; la Néphélococugie, comedia sin distinción de actos; las Folatries et Ebats de jeunesse y algunas piezas en griego y latín. La Népliélococugie es imitación de Las nubes de Aristófanes atribuida por error a P. Larrivey. Aunque hay invención y escenas muy agradables, se encuentran también groserías capaces de revolver al lector menos delicado.
3. Quatre livres des spectres ou Apparitions et visions d'esprits, anges et démons se montrant sensiblement aux hommes, Angers, en cuarto; Paris, 1605 o 1608, mismo formato. Intenta demostrar la existencia de seres inmateriales contra la opinión de algunos filósofos, que no admiten sustancias incorpóreas o sin cuerpo. Hay no poca erudición en esta obra, y se encuentra una locura de hechos singulares y curiosos.
4. Edom ou les Colonies iduméanes en l'Asie et en l'Europe; colonies d'Hercule Phénicien et de Tyr, París, 1620 o 1623, in-8°. Extracto de diez o doce volúmenes que compuso sobre el mismo tema y que afortunadamente no fueron publicados jamás. Da rienda suelta en esta obra a su obsesión etimológica.